# Mistrzostwa Oceanii w Zapasach 1986
Mistrzostwa Oceanii w zapasach w 1986 odbywały się w dniu 16 maja w Auckland (Nowa Zelandia). W tabeli medalowej tryumfowali zapaśnicy z kraju gospodarzy.

## Wyniki

### Styl wolny
| Konkurencja         | Złoto            | Srebro         | Brąz            |
| Kategoria do 48 kg  | Mathew Brown     | Hour Jiun-yim  | Steven Maitland |
| Kategoria do 52 kg  | Shane Stannett   | James McAlary  | Dane Kaneshiro  |
| Kategoria do 57 kg  | Steve Reinsfield | Graeme Hawkins | Brent Hollamby  |
| Kategoria do 62 kg  | Stephen Bell     | Dan Cumming    | John Robinson   |
| Kategoria do 68 kg  | Wayne Wrathall   | Trent Scott    | Ian Hooker      |
| Kategoria do 74 kg  | Geoff Marsh      | Zane Coleman   | David Attard    |
| Kategoria do 82 kg  | Wally Koenig     | Ivano Rutten   | Keith Kirby     |
| Kategoria do 90 kg  | Grant Parker     | Woodie Sardin  | Alan Thompson   |
| Kategoria do 100 kg | Robert Algie     | George Logson  | Gabriel Toth    |
| Kategoria do 130 kg | Drew Schaeffer   | Carl Otholt    | Grant Keily     |

## Tabela medalowa
Gospodarz mistrzostw został zaznaczony kolorem.
| Poz. | Państwo                     |    |    |    | Łącznie |
| ---- | --------------------------- | -- | -- | -- | ------- |
| 1    | Nowa Zelandia               | 6  | 4  | 5  | 15      |
| 2    | Australia                   | 3  | 2  | 2  | 7       |
| 3    | Stany Zjednoczone ( Hawaje) | 1  | 3  | 3  | 7       |
| 4    | Chińskie Tajpej             | 0  | 1  | 0  | 1       |
|      | Łącznie                     | 10 | 10 | 10 | 30      |

- Reprezentację USA stanowili zawodnicy stanu Hawaje.